# 阿爾塔地區
阿爾塔地区是吉布提西南部的一个地區，其州府为同名的阿尔塔市。阿爾塔州是2002年才设立的，由邻近的吉布地市和迪基爾地區的部分地区组成。